# Cholguán (localidad)
Cholguán (del mapudungún: chod ‘Lugar de cholgas’) es un pueblo ubicado en la comuna de Yungay, de la Región de Ñuble, Chile. Dista a 6  km de esta ciudad y a 15 km de Huépil, en la comuna de Tucapel.
Posee varias de las más importantes industrias madereras de Chile, generalizadas en Maderas Cholguán y Maderas Trupán, cuyos productos forman parte ya del lenguaje común de los chilenos, al conocerse dos tipos de planchas de madera utilizada en la construcción, llamados: "plancha de Cholguán" (madera de grosor delgado) y la "plancha de Trupán" (de tipo grueso).
Antiguamente existía una estación del ramal Monte Águila-Polcura, sector que hoy se conoce como estación Cholguán.